# Tan Chan Boon
Tan Chan Boon est un compositeur et musicologue singapourien né le 11 octobre 1965, à Singapour.

## Biographie
Né en 1965 à Singapour, Tan Chan Boon est un compositeur dont les œuvres ont été interprétées à Taïwan, au Japon, en Chine, en Asie du sud-est, en Ukraine, en France, en Allemagne, aux États-Unis et à Singapour. Il a commencé la composition à l'âge de 12 ans. 
Il a été l'élève de Jacques Castérède, de Michel Merlet et de Leong Yoon Pin. Il a aussi étudié avec le compositeur américain Leonard Bernstein. Il a commencé à étudier à l'École normale de musique de Paris à 21 ans et a ensuite reçu le prix du Comité Albert Roussel. 
Il a travaillé sur les archives du musicologue Paul-Gilbert Langevin. Entre 1995 et 1996, il a été président des sociétés Gustav Mahler et Anton Bruckner à Singapour. 

## Distinctions
- Chevalier de l'ordre des Arts et des Lettres, 2008.

## Musique de chambre
- Après un verre, Opus 10 for violin solo, 1990.
- Awakening : grand caprice for solo viola, d'après l'ouverture de la 10ème Symphonie de Mahler, Opus 12, 1990.
- String quartet numero 1: Retrouvailles, opus 14, 1990-1997.
- Poliphonic study, Opus 22 in F minor for solo violin, 1995.
- Symphonic poem, 1997.
- Ostinatissimo in C Major for violin and piano, opus 31, 1998.
- Grand caprice for solo violin, d'après le thème de La veuve joyeuse, Opus 35 in E Major, 2000.
- Three concert etudes for violin solo, Opus 36.
- Three moods for solo violin, Opus 37.
- String quartet numero 2: Millennium memory, opus 38, 2000-2001.
- Adagio for solo viola in memory of my father, Opus 39 in two movements, 2000.

## Symphonies
- Symphonie numéro 1 : Aurore, 1986-1989.
- Symphonie numéro 2 : Genèse, 1989-1995.
- Symphonie numéro 3 : Eden, 2002-2004.
- Symphonie numéro 4 : Déluge, 2004-2005.